# La relación especial (película)
La relación especial (título origina The Special Relationship) es una película política británico-estadounidense de 2010 dirigida por Richard Loncraine a partir de un guion de Peter Morgan. Es la tercera película de la informal "trilogía Blair" de Morgan, que dramatiza la carrera política del primer ministro británico Tony Blair (1997-2007), después de The Deal (2003) y The Queen (2006), ambas dirigidas por Stephen Frears.
Los primeros borradores de The Special Relationship trataban de las relaciones especiales de Blair con los presidentes de Estados Unidos Bill Clinton y George W. Bush. Sin embargo, Morgan excluyó las escenas de Bush de borradores posteriores (terminando así la narrativa el 20 de enero de 2001) porque encontró más interesante la dinámica Blair/Clinton. Morgan tenía la intención de hacer su debut como director con la película, pero se retiró un mes antes de que comenzara la filmación y fue reemplazado por Loncraine. La película fue producida por Rainmark Films y respaldada por HBO Films y BBC Films.
La película está protagonizada por Michael Sheen repitiendo su papel de Blair, Dennis Quaid como Clinton, Hope Davis como Hillary Clinton y Helen McCrory como Cherie Blair. Las fotografías principales en lugares de Londres, Inglaterra y sus alrededores, se realizaron del 20 de julio al 4 de septiembre de 2009. La película fue transmitida por HBO en los Estados Unidos y Canadá el 29 de mayo de 2010, y fue transmitida por BBC Two y BBC HD en el Reino Unido el 18 de septiembre de 2010.

## Premisa
La película está ambientada entre los años 1997 y 2001 y muestra la denominada ‘relación especial’ entre el Reino Unido y los Estados Unidos entre el primer ministro del Reino Unido, Tony Blair, y el presidente de los Estados Unidos, Bill Clinton . La productora ejecutiva Christine Langan dijo sobre la trama: “El período de tiempo de la película va desde 1994, cuando el Nuevo Laborismo estaba aprendiendo lecciones de la gente de Clinton, hasta 1998 y el fin de Kosovo. Se centra en las actividades internacionales de Blair como primer ministro y lo que aprende de su aliado estadounidense. Son hermanos de armas, pero Clinton se ve debilitado por el escándalo Lewinsky en medio de todo, mientras Blair refuerza su posición, pasando de ser una especie de acólito a ser igual a superior moral, post-Kosovo".

## Reparto
- Michael Sheen como Tony Blair, primer ministro del Reino Unido. Sheen interpretó anteriormente a Blair en The Deal and The Queen de Peter Morgan. Los críticos notaron que su interpretación en The Queen fue mucho más comprensiva que en The Deal, que Morgan atribuyó a que Blair estaba en un período de "luna de miel" después de su nombramiento como primer ministro en mayo de 1997.[3] Sheen sintió más posibilidades de interpretar a Blair en esta película en comparación con las dos anteriores; "Esto fue interesante porque cubre un período de tiempo mucho mayor para el personaje. Me permitió explorar cosas que no pude explorar en las otras películas y llevar las cosas más lejos. Me pareció una historia muy fascinante cómo este hombre cambió con el tiempo y cómo se desarrolló y cómo se convirtió en el hombre que tomó las decisiones que finalmente tomó y que pusieron a mucha gente en su contra".[4]
- Dennis Quaid como Bill Clinton, presidente de los Estados Unidos. Para igualar el físico de Clinton, Quaid ganó 35 libras (15,9 kg) de peso al comer comida de McDonald's todos los días, que describió como "un bebé con un horario de alimentación" [5] y le cortaron las cejas y se le tiñó el cabello de gris. Trabajó para adoptar el acento de Clinton y se convirtió en personaje una vez que se puso un traje y una "peluca Clinton".[6] Quaid conoció a Clinton a finales de la década de 1990 cuando pasó un fin de semana en la Casa Blanca. Anteriormente interpretó a un presidente de los Estados Unidos (aunque ficticio) en la película American Dreamz, a quien basó en George W. Bush.[7] Russell Crowe, Philip Seymour Hoffman, Alec Baldwin y Tim Robbins también fueron considerados para interpretar el papel.[8] El guionista Morgan pensó que Vince Vaughn habría sido una buena elección si la película se hiciera diez años después.[9]
- Hope Davis como Hillary Clinton, primera dama de los Estados Unidos. Davis comenzó a filmar sus escenas a principios de agosto. Se preparó para el papel escuchando cintas de audio de Clinton y leyendo libros sobre ella. También vio videoclips de ella en YouTube y trató de "transmitir el sabor de su discurso" sin imitar directamente su acento. Davis le dijo a The New York Times, "...es difícil de imitar. Su acento ha cambiado un poco a lo largo de los años. En 1992, cuando se convirtió en primera dama, todavía tenía bastante de Arkansas en su discurso por sus 13 años allí. Eso realmente ahora ya no está. Así que su acento ha cambiado con el tiempo, pero ha vivido en lugares muy diferentes".[10] Para retratar con precisión la apariencia de Clinton, Davis se puso una peluca, dentadura postiza y vestía trajes de pantalón de colores brillantes especialmente confeccionados. Quaid predijo que Davis recibiría mucha atención por su interpretación: "Realmente se parece a Hillary con el pelo hinchado y algunos aditivos para la cadera".[11] Julianne Moore fue elegida originalmente para el papel, pero se vio obligada a renunciar menos de dos semanas antes de que comenzaran las grabaciones principales, debido a compromisos con la película The Kids Are All Right.[12][13]
- Helen McCrory como Cherie Blair. McCrory repite su papel de esposa de Blair en The Queen. Cuando interpretó a Cherie en La reina, McCrory descubrió que había poca información sobre ella porque, como Tony Blair era primer ministro, Cherie no concedió entrevistas ni se hizo pública. Desde 2006, se ha publicado la autobiografía de Cherie, lo que significa que McCrory no tuvo que depender de rumores para aprender sobre ella.[14] McCrory ya había conocido brevemente a Cherie. Su esposo Damian Lewis recomendó que se reuniera con ella nuevamente para investigar el papel, pero McCrory decidió no hacerlo y le dijo a The Sunday Times: "El problema es que si has conocido a alguien, tienes una responsabilidad con él. No creo que sea justo preguntarle sobre Stormont, o Kosovo, o Matrix Chambers... entonces no estará en la película. Al final del día, no es mi Cherie Blair, es Cherie Blair de Peter Morgan ".[15]

Adam Godley interpreta a Jonathan Powell, el jefe de gabinete de Blair, quien desempeña un papel en el proceso de paz de Irlanda del Norte respaldado por Blair y Clinton.[cita requerida] El actor Max Cottage, de diez años, interpreta al hijo mayor de los Blair, Euan. El presidente de Francia, Jacques Chirac (1995-2007), es interpretado por Marc Rioufol. Los productores tenían dificultades para elegir el papel en marzo. Mark Bazeley repite su papel del doctor Alastair Campbell de La reina de Blair, y el actor de fondo Chris Wilson interpreta al ministro de Hacienda de Blair, Gordon Brown. A David Morrissey, quien interpretó a Brown en The Deal, se le pidió que repitiera el papel, pero se negó porque Brown aparece en una sola escena. En lugar de que los productores seleccionen a una actriz para interpretar a Monica Lewinsky, se utilizaron imágenes de archivo.

## Producción
La primera producción de Peter Morgan con Michael Sheen como Tony Blair fue el drama sencillo de Channel 4 The Deal (2003), que dramatizó el ascenso de Gordon Brown (David Morrissey) y Blair cuando eran nuevos miembros del Parlamento. El drama describió su ascenso en el Partido Laborista que culminó en las elecciones de liderazgo de 1994. El importante éxito de The Deal dio lugar a una película de teatro, The Queen (2006), sobre el impacto de la muerte de la princesa Diana en altos miembros de la familia real, y en el primer ministro Tony Blair. La película presentó a Sheen como Blair en un papel secundario, en lo que los críticos notaron fue una representación más moderada que en The Deal.  Antes de que Morgan comenzara a escribir el guion de The Special Relationship a fines de 2007, se especuló que la película sería producida por Left Bank Pictures y BBC Films, donde los productores de Deal y Queen, Andy Harries y Christine Langan, tenían su sede; Langan dijo a guardian.co.uk en octubre de 2007 que Morgan le había "prometido" el guion a ella ya Harries, aunque no se habían firmado contratos.
Se habían planeado tres películas sobre Blair desde The Deal. Morgan había considerado escribir una película sobre Blair durante el período previo a la invasión de Irak en 2003 como tema de la segunda y tercera película.  Finalmente decidió hacer una película sobre la relación especial entre el Reino Unido y los Estados Unidos, específicamente la relación diferente de Blair con Clinton y George W. Bush. Harries dijo que Morgan cree que la transición de la presidencia de Clinton a la de Bush fue un "momento crucial" en la relación especial.  Morgan decidió limitar el alcance de la película a sólo Blair y Clinton, ya que creía que la gente tendía a olvidarse del estado de la política antes de los ataques terroristas del 11 de septiembre de 2001, una época que era "realmente, realmente interesante". Langan creía que Morgan consideraba que Clinton era "un estudio más interesante que Bush" y que el Nuevo Laborismo imitaba a la administración Clinton en sus inicios. Morgan comenzó su investigación sobre la relación Blair/Clinton después de enterarse de que los dos habían estado solos cuando Al Gore admitió la derrota después de las elecciones presidenciales de 2000. Su investigación lo llevó a Washington DC, donde entrevistó a miembros del gabinete de Clinton, y a la ciudad natal de Clinton, Little Rock, Arkansas.
A finales de 2008, Kathleen Kennedy firmó como productora ejecutiva. Ann Wingate, Frank Doelger y Tracey Scoffield fueron los productores, y Andy Harries, Christine Langan y Kennedy, los productores ejecutivos. HBO Films está produciendo, con fondos de coproducción provenientes de BBC Films.  Morgan firmó para dirigir la película, haciendo su debut como director, como director de The Deal y The Queen Stephen Frears fue "Blaired out". En junio de 2009, poco antes de que comenzara el rodaje, Morgan se retiró de la dirección de la película. El agente de Morgan dijo en un diario del Daily Telegraph que Morgan quería concentrarse en escribir y producir, pero no descartó dirigir en el futuro. Los trajes fueron diseñados por Consolata Boyle, cuyo trabajo en La reina ganó elogios y premios. Después de una semana de lecturas y ensayos, la filmación comenzó el 20 de julio de 2009   y se prolongó hasta el 4 de septiembre. Los lugares de rodaje incluyeron Langley Park, el Emirates Stadium y el Westminster Central Hall . Brocket Hall y la mansión de Loseley Park se duplicaron como Checkers, el retiro campestre del primer ministro. Las escenas ambientadas en la Oficina Oval se filmaron en un set construido en E Stage en Pinewood Studios. E Stage también albergaba una recreación de los jardines y la columnata de la Casa Blanca fuera de la Oficina Oval. Se utilizaron varios otros lugares, junto con las agencias regionales del UK Film Council Film London, Screen East y Screen South.
Loncraine continuó dirigiendo pick-ups en octubre; Las escenas de fondo se rodaron en Washington, D.C. en lugares como Pennsylvania Avenue y Constitution Avenue. Durante la postproducción, el director de fotografía Barry Ackroyd creó dos versiones de la película con diferentes proporciones; uno tiene un aspecto de 16:9 para su transmisión en HBO en los Estados Unidos, y el otro tiene un aspecto de 1: 2.35 para el estreno mundial en cines. Después de filmar la versión de cine en formato más grande, Ackroyd recortó la imagen para la versión de televisión usando una técnica de pan and scan.  La música de la película fue compuesta por Alexandre Desplat, quien también trabajó en la música de The Queen. La mezcla final de posproducción se llevó a cabo en Twickenham Film Studios y estaba programada para completarse en la segunda semana de marzo de 2010.

## Lanzamiento
En los Estados Unidos y Canadá, HBO transmitió la película por primera vez el 29 de mayo de 2010. Roadshow Films estrenó la película en cines en Australia el 5 de agosto de 2010 después de adquirir los derechos en el Festival de Cine de Cannes de 2009. La película debutó en la octava posición en la taquilla en su primer fin de semana, llevándose 169.214 dólares.
BBC Two transmitió la película en el Reino Unido el 18 de septiembre de 2010, como parte de una campaña para proyectar más producciones de BBC Films en la estación. Fue lanzado en DVD y Blu-ray en el Reino Unido el 20 de septiembre de 2010.
La versión en español fue transmitida por Canal+ el 2 de septiembre de 2010.
| Actor/actriz original | Personaje              | Actor/actriz de doblaje (Español - España) | Actor/actriz de doblaje (Español - Hispanoamérica) |
| --------------------- | ---------------------- | ------------------------------------------ | -------------------------------------------------- |
| Michael Sheen         | Tony Blair             | José Posada                                | Raúl Anaya[cita requerida]                         |
| Dennis Quaid          | Bill Clinton           | Juan Antonio Bernal                        | Gerardo Reyero                                     |
| Hope Davis            | Hillary Rodham Clinton | Mercedes Montalá                           | Erica Edwards[cita requerida]                      |
| Helen McCrory         | Cherie Blair           | Alicia Laorden                             | Anabel Méndez                                      |

## Recepción de la crítica
La película recibió críticas positivas de la crítica. El agregador de reseñas Rotten Tomatoes informa que el 86% de los 21 críticos profesionales le dieron a la película una crítica positiva, con una calificación promedio de 6.8/10. Metacritic le otorgó una calificación de 67 y declaró que ha recibido "críticas generalmente favorables". 

### Nominaciones a premios
| Año  | Premio                                              | Categoría                                                                                               | Candidato            | Resultado |
| ---- | --------------------------------------------------- | --- | -------------------- | --------- |
| 2010 | 62.os Premios Primetime Emmy                        | Mejor actor principal en una miniserie o película                                                       | Dennis Quaid         | Nominado  |
| 2010 | 62.os Premios Primetime Emmy                        | Mejor actor principal en una miniserie o película                                                       | Michael Sheen        | Nominado  |
| 2010 | 62.os Premios Primetime Emmy                        | Mejor actriz principal en una miniserie o película                                                      | Hope Davis           | Nominada  |
| 2010 | 62.os Premios Primetime Emmy                        | Excelente película hecha para televisión                                                                | La relación especial | Nominada  |
| 2010 | 62.os Premios Primetime Emmy                        | Mejor guion para una miniserie, película o especial dramático                                           | Peter Morgan         | Nominada  |
| 2010 | XV Premios Satellite                                | Mejor actor en miniserie o película para televisión                                                     | Dennis Quaid         | Nominado  |
| 2010 | XV Premios Satellite                                | Mejor actriz en miniserie o película para televisión                                                    | Hope Davis           | Nominada  |
| 2011 | 68° Premios Globo de Oro                            | Mejor actuación de un actor en una miniserie o película para televisión                                 | Dennis Quaid         | Nominado  |
| 2011 | 68° Premios Globo de Oro                            | Mejor actuación de una actriz en un papel secundario en una serie, miniserie o película para televisión | Hope Davis           | Nominada  |
| 2011 | 68° Premios Globo de Oro                            | Mejor película para televisión                                                                          | La relación especial | Nominada  |
| 2011 | 17th Screen Actors Guild Awards                     | Mejor actuación de un actor masculino en una película para televisión o miniserie                       | Dennis Quaid         | Nominado  |
| 2011 | Premios de la Academia Británica de Televisión 2011 | Drama único                                                                                             | Equipo de producción | Nominado  |